# Blaubarsche
Die Blaubarsche (Badidae) sind eine Familie aus der Ordnung Anabantiformes. Es gibt zwei Gattungen, Badis aus dem Tiefland des Ganges, des Brahmaputra und des Mahanadi in Indien, Nepal und Bangladesch, aus dem Gebiet des Irrawaddy in Myanmar, Südthailand und aus Teilen des Mekong, und Dario aus Nordostindien, dem Norden von Myanmar und dem oberen Irrawaddy im südlichen Yunnan (China).

## Merkmale
Die Arten der Familie werden 1,5 bis 8 cm lang, alle Arten der Gattung Badis werden über 2,5 cm lang, die der Gattung Dario bleiben unter 2,5 cm und sind damit die kleinsten bekannten barschverwandten Fische. Blaubarsche sind von bräunlicher, rötlicher oder bläulicher Farbe, ihre Flanken und unpaaren Flossen sind oft mit einem Punkt- oder Streifenmuster versehen. Blaubarsche können ihre Farbe rasch wechseln, was zu der englischen Bezeichnung Chameleonfishes führte. Die Anzahl der Wirbel liegt bei 24 bis 30. Das Maul ist klein und nur wenig vorstülpbar. Ihr äußeres Flügelbein (Ectopterygoid) ist zahnlos, der Vorkiemendeckel und die Infraorbitale haben glatte Ränder. Die Rückenflosse ist durchgehend.
- Flossenformel: Dorsale XIV–XVIII/5–11, Anale 0–V/5–11.

Die Eier sind vollständig von einem Mantel aus Fasern umgeben. Die Larven verfügen über ein einzigartiges, vielzelliges Klebeorgan an der Spitze des Dottersacks.

## Lebensweise
Blaubarsche kommen vor allem in Kleingewässern vor und sind revierbildende Einzelgänger, die ihre kleinen Territorien kämpferisch verteidigen. Sie ernähren sich von kleinen, wirbellosen Tieren. Die Arten der Gattung Badis laichen, soweit schon erforscht, in Höhlen oder unter Überhängen. Die 30 bis 100 Eier und die nach etwa zwei bis drei Tagen schlüpfenden Jungfische werden bis zum Freischwimmen nach etwa einer Woche vom Männchen bewacht. Die Dario-Arten geben ihre Eier zwischen feinfiedrigen Wasserpflanzen ab und betreiben keine Brutpflege.

## Systematik
In der Vergangenheit wurde die Gattung Badis den Nanderbarschen (Nandidae) zugeordnet. Die zweite Gattung der Familie, Dario, war noch nicht beschrieben. Basierend auf morphologischen Daten wurden die Badidae 1968 von Barlow et al. nur für Badis aufgestellt. Da das Schwanzflossenskelett beider Familien aber charakteristische gemeinsame Merkmale aufweist, wird weiterhin ein Schwestergruppenverhältnis angenommen. Badidae und Nandidae wurden üblicherweise den Perciformes zugeordnet, einer in der ursprünglichen Zusammensetzung para- und polyphyletischen Gruppierung. Als nahe Verwandte der Labyrinthfische (Anabantoidei) und der Schlangenkopffische (Channoidei) werden sie heute in die Ordnung Anabantiformes gestellt.

## Gattungen und Arten
- Gattung Badis Bleeker, 1854
  - Badis andrewraoi Valdesalici & Voort, 2015[4]
  - Badis assamensis Ahl, 1937
  - Badis autumnum Valdesalici & Voort, 2015[4]

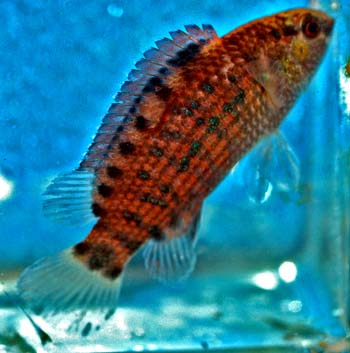
Badis blosyrus

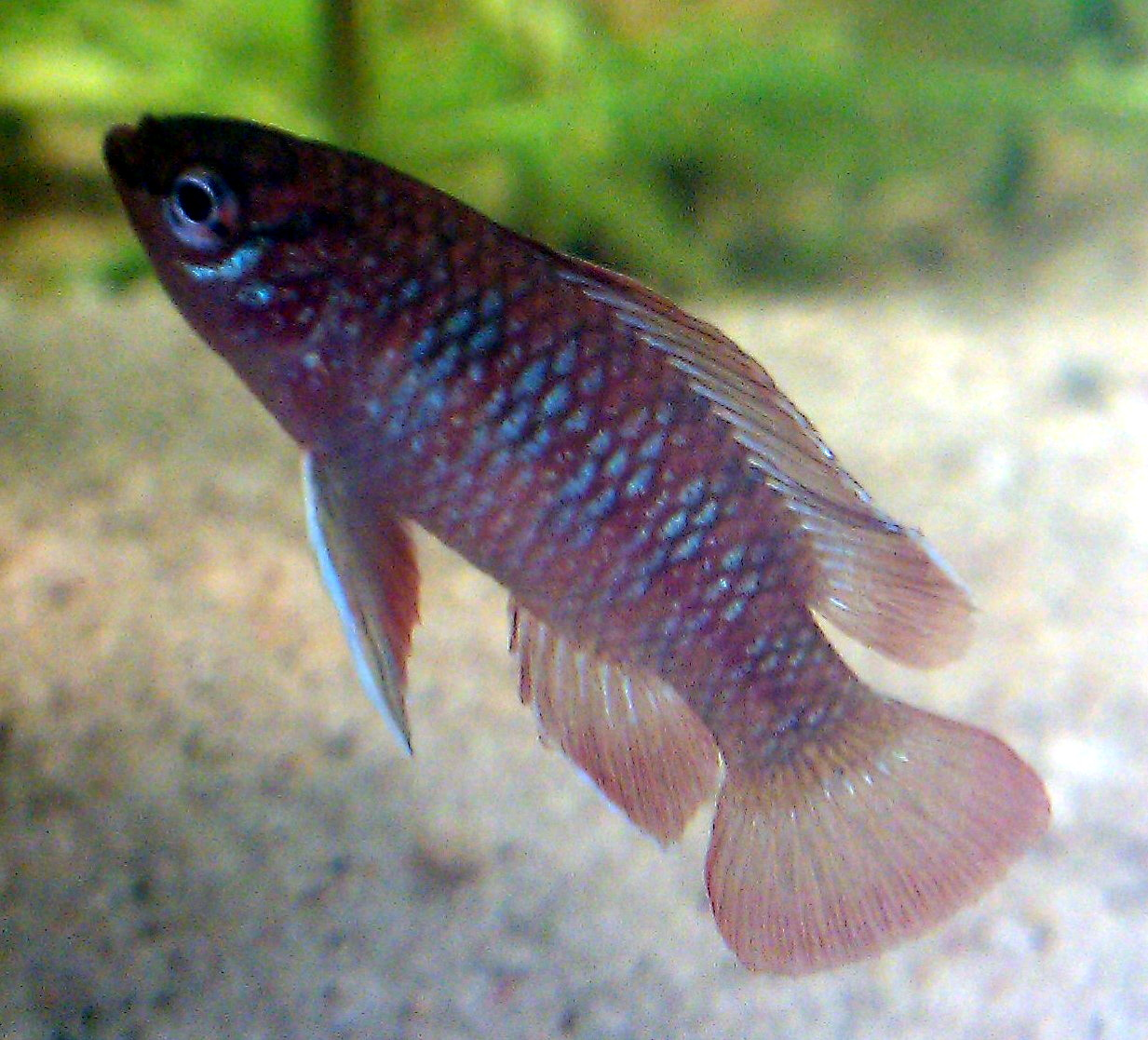
Dario dario

Dario tigris

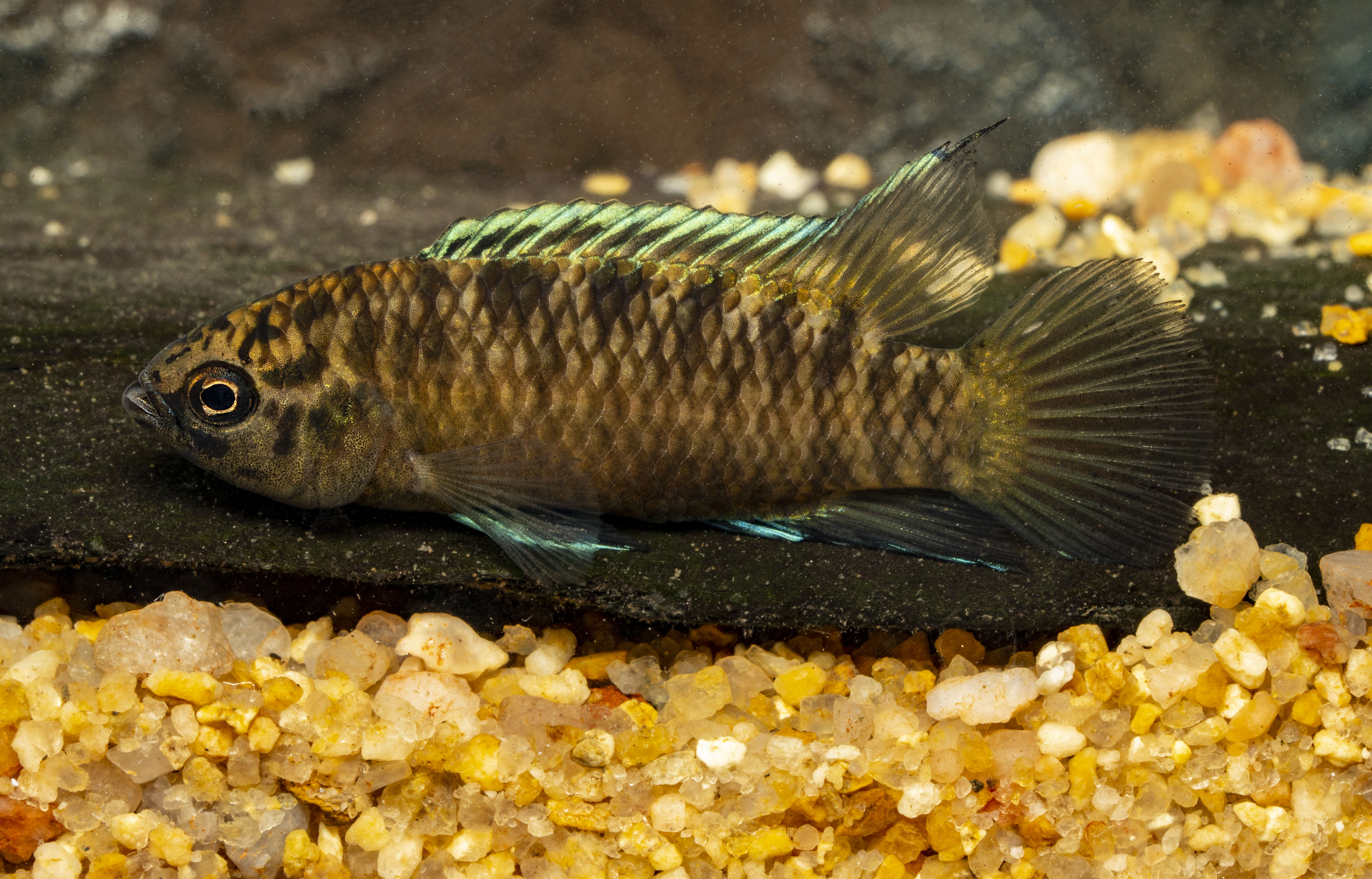
Dario huli

  - Blaubarsch, Badis badis (Hamilton, 1822)
  - Badis blosyrus Kullander & Britz, 2002
  - Badis britzi Dahanukar et al., 2015
  - Badis chittagongis Kullander & Britz, 2002
  - Badis corycaeus Kullander & Britz, 2002
  - Badis dibruensis Geetakumari & Vishwanath, 2010
  - Badis ferrarisi Kullander & Britz, 2002
  - Badis juergenschmidti Schindler & Linke, 2010
  - Badis kanabos Kullander & Britz, 2002
  - Badis khwae Kullander & Britz, 2002
  - Badis kyanos Valdesalici & Voort, 2015[4]
  - Badis kyar Kullander & Britz, 2002
  - Badis laspiophilus Valdesalici & Van der Voort, 2015
  - Badis pancharatnaensis Basumatary et al., 2016
  - Badis pyema Kullander & Britz, 2002
  - Roter Blaubarsch, Badis ruber Schreitmüller, 1923
  - Badis siamensis Klausewitz, 1957
  - Badis singenensis Geetakumari & Kadu, 2011
  - Badis soraya Valdesalici & Voort, 2015[4]
  - Badis tuivaiei Vishwanath & Shanta, 2004
- Gattung Dario Kullander & Britz, 2002
  - Bengalischer Zwergblaubarsch, Dario dario (Hamilton, 1822)
  - Dario dayingensis Kullander & Britz, 2002[5]
  - Dario huli Britz & Ali, 2015[6]
  - Dario hysginon Kullander & Britz, 2002[5]
  - Dario kajal Britz & Kullander, 2013[7]
  - Dario melanogrammus Britz, Kullander & Rüber, 2022[8]
  - Dario tigris Britz, Kullander & Rüber, 2022[8]
  - Dario neela Britz, Anoop & Dahanukar, 2018[9]
  - Dario urops Britz, Ali & Philip, 2012[10]